# Valico di Montecoronaro
Il valico di Montecoronaro (853 metri s.l.m.) è un passo dell'Appennino tosco-romagnolo situato nel territorio del comune di Verghereto, in provincia di Forlì-Cesena. Separa la vallata del Savio da quella del Tevere. Il passo prende il nome dall'omonima località situata ad 1 km ad est.